# نابليون هيل (شخصية أعمال)
نابليون هيل (بالإنجليزية: Napoleon Hill)‏ هو شخصية أعمال أمريكي، ولد في 25 أغسطس 1830 في تينيسي في الولايات المتحدة، وتوفي في 2 نوفمبر 1909 في ممفيس في الولايات المتحدة.